# Hélène Burger
 (juillet 2025).
Si vous disposez d'ouvrages ou d'articles de référence ou si vous connaissez des sites web de qualité traitant du thème abordé ici, merci de compléter l'article en donnant les références utiles à sa vérifiabilité et en les liant à la section « Notes et références ».
Pour les articles homonymes, voir Burger.
Hélène Burger, née le 16 mai 1900 à Mulhouse et morte le 4 juin 1987 à Oberhausbergen, est une infirmière bénévole de la Croix-Rouge, qui, durant la Seconde Guerre mondiale, sauve de nombreux enfants juifs. Elle reçoit le titre de Juste parmi les nations, le 20 novembre 1980, du mémorial de Yad Vashem.

## Biographie
Hélène Gutzler est née le 16 mai 1900 à Mulhouse. Elle se marie le 25 novembre 1922 avec Monsieur Burger. Ils ont trois enfants : un fils, Jean-Pierre Burger et deux filles, Jacqueline et Liliane.

## Seconde Guerre mondiale
Son fils, Jean-Pierre Burger, s'enfuit d'Alsace, le 21 janvier 1941. Il gagne Agen et s'engage dans la Résistance.
Environ un mois plus tard, Hélène Burger rejoint également Agen, avec ses deux filles, en empruntant une ambulance.
Elle devient infirmière bénévole au service de la Croix-Rouge. Avec Maurice Jacob, chef du service des Réfugiés à Agen, elle sauve de nombreux enfants Juifs.

### Transport d'enfants
En mai 1942, elle accompagne un groupe d'enfants, dont deux jeunes Juives, place de la Madeleine, à  Paris, où une autre infirmière de la Croix-Rouge doit les prendre en charge. Une heure passe. Toujours pas d'infirmière. Un policier français remarque Hélène Burger et la conduit à un officier allemand. Hélène Burger qui parle l'allemand lui explique qu'elle ramène des enfants à leurs parents en Alsace. L'officier allemand impressionné lui donne un Ausweis spécial pour le voyage. Il lui remet aussi un laissez-passer Agen-Paris valable un an, dont elle va se servir pour plusieurs missions.
Après les grandes rafles de Juifs parisiens, Hélène Burger est chargée de repérer les enfants cachés ou se trouvant encore à Paris. Elle doit les conduire à Brive-la-Gaillarde, en Corrèze, où ils sont pris en charge par une organisation juive d'aide. Le rabbin David Feuerwerker est le rabbin de Brive et de la Corrèze et le responsable de la Communauté et Rose Gluck, la secrétaire-générale de l'UGIF.
Hélène Burger ne peut convoyer plus de huit enfants à la fois, ce qui l'oblige à faire de multiples voyages. Les enfants voyagent sous de faux noms.
Elle convoie :
- Claude Dumont, 9 ans
- Herbert Friedmann, 12 ans
- Louis Hergott, 10 ans
- Simone Léger, 10 ans
- Marie Lowenstein, 9 ans
- Jacqueline Lowenstein, 12 ans
- Erik Lowenstein, 12 ans
- Lily Neufeld, 10 ans
- Jacqueline Picard, 14 ans
- Annie Prunier, 10 ans
- Jeanine Rebischung, 8 ans
- Régine Rebischung, 3 ans
- Hans Rosenbaum, 12 ans
- Kurt Scharf, 8 ans

### Passage en Suisse
En 1943, Hélène Burger aide deux familles juives, Muller et Biron, avec deux enfants chacune, à franchir clandestinement la frontière suisse.
La famille Muller demande à Hélène Burger d'aller chercher leur fils, Charles, âgé de 14 ans et resté à Versailles, ce qu'elle fait. Plus tard, Madame Muller, déguisée en infirmière, avec ses deux enfants, Charles et Lise, âgée de 14 ans, vont avec Hélène Burger dans un établissement situé à Saint-Julien-en-Genevois, près de la frontière suisse. Ils quittent le train avec la complicité des cheminots et traversent la frontière.
Hélène Burger aide également Monsieur et Madame Biron et leurs enfants, Paul, âgé de 9 ans, et Charly, âgé de 5 ans, à franchir la frontière suisse.

## L'après-guerre
Après la guerre, Hélène Burger devient assistante sociale militaire à Freudenstadt, en Allemagne.
Elle meurt le 4 juin 1987 à Oberhausbergen (67) où elle s'était retirée.

## Reconnaissance
- Le 20 novembre 1980, Yad Vashem a décerné à Hélène Burger, le titre de Juste parmi les Nations[3].
- Une stèle à sa mémoire est placée au sein du Bosquet des Juste à Mulhouse[4].
- Un groupe scolaire porte son nom à Mulhouse.